# 이선 (성우)
이선(李善, 1972년 5월 19일 ~ )은 대한민국의 성우, 배우이다. 1992년 KBS 공채 23기로 입사했다. 대한민국의 애니메이션인 뽀롱뽀롱 뽀로로의 주인공인 뽀로로의 성우로 유명하다.

## 출연 작품

### 애니메이션
- 아이 엠 스타! (투니버스) - 제시카
- 101마리 달마시안 (KBS)
- 4차원 탐정 똘비 (KBS) - 똘비
- Fate/stay night (애니맥스) - 마토 사쿠라, 어린 에미야 시로, 모드레드
- 강철의 연금술사 (애니원) - 엘리사
- 건 스워드 (애니맥스) - 웬디 가렛
- 올림포스 가디언 (SBS) - 아프로디테(후반부)
- 극상학생회 (챔프) - 진구지 카나데
- 기동전함 나데카 (SBS) - 호시노 루리
- 개구리 중사 케로로 - 최종병기 키루루입니다 (극장 개봉 더빙) - 미라
- 꽃보다 남자 (투니버스) - 진초원
- 날아라 호빵맨 (MBC) - 버터 누나
- 달의 요정 세일러문 (KBS) - 이사벨(세일러 플루토) / 코코(세일러 새턴) / 루나(나중) / 샤키 / 슈슈
- 도라도라 영어나라 (EBS) - 도라
- 디지몬 테이머즈 (KBS) - 오유민
- 디지몬 크로스워즈 (대원방송) - 오유민
- 라라의☆스타일기 (KBS) - 루나 / 유미래
- 로미오X줄리엣 (애니맥스) - 줄리엣 , 오딘
- 러브 in 히나 (애니원) - 나루세가와 나루
- 로젠메이든 (퀴니) - 신쿠
  - 로젠메이든 트로이멘트 (퀴니) - 신쿠
- 리틀 아인슈타인 - 레오
- 마기 (카툰네트워크) - 두니야 무스타심
- 마법소녀 아르스 (애니맥스) - 아루스
- 마이 리틀 포니 (투니버스) - 크리탈리스 여왕
- 메이플 스토리 (SBS) - 니나
- 명탐정 코난 (투니버스) - 이윤화, 여동생(메리 세라)
- 미래영웅 아이언리거 (SBS) - 강루리
- 미래전사 그레이트 건더 (SBS) - 보미
- 미소녀 전사 익셀리온 (투니버스) - 미리내
- 미앤마이로봇 (EBS) - 마야
- 바람의 성흔 (애니맥스)  - 칸나기 아야노
- 버블검 크라이시스 (투니버스) - 프리스 아사기리
- 베르사이유의 장미 (EBS) - 오스칼
- 불꽃소년 레카 (애니맥스) - 야나, 어린 레카, 사이치, 어린 키야의 누나
- 비밀요원 터프퍼피 (니켈로디언) - 키티 캐츠웰
- 뽀롱뽀롱 뽀로로 (EBS) - 뽀로로
- 3X3아이즈 (애니원) - 삼지안
- 섀도우파이터 (MBC) - 마타
- 서바이벌 만화 과학상식 (SBS) - 새미
- 슈퍼와이 (EBS) - 와이엇
- 스쿨럼블(애니원) - 스오우 미코토
  - 스쿨럼블 OVA 1학기 보충수업(애니원) - 스오우 미코토, 소녀
- 스킵비트 (애니맥스) - 모가미 쿄코
- 슬램덩크 (SBS) - 유리
- 아짱 쥬리 (SBS) - 쥬리
- 아쿠아키즈 - 다키스
- 야! 러그래츠 (EBS) - 키미
  - 컸다, 러그래츠 (EBS) - 키미
- 언제나 나의 산타 (애니박스) - 마이
- 에스카플로네 (SBS) - 메루루 / 우치다 유카리 / 바리에 / 에리야, 나리아
- 엘리먼트 헌터 - 아리 코넬리
- 엘하자드 OVA 2기 - 카리아
- 엘 티그레:매니 리베라의 모험 (닉 코리아) - 매니 리베라
- 오! 나의 여신님OVA (투니버스) - 성민경(모리사토 메구미)
- 오거스 (투니버스) - 몸
- 오늘부터 마왕 (애니맥스) - 폰 슈피츠베그 경 체칠리에, 울리케
- 오늘부터 마왕 2기 (애니맥스) - 폰 슈피츠베그 경 체칠리에, 울리케
- 유니미니펫 (SBS)  - 원동우 / 로우뱃
- 은하공주 디지캐럿 (KBS) - 데이지
- 이겨라 승리호 (SBS) - 유리
- 접지전사 (SBS) - 서대진 / 브리짓
- 정글 모험왕 (KBS)
- 제이크와 네버랜드 해적들 (디즈니 채널) - 제이크
- 지구조난자 마룬 (MBC) - 예성
- 초시공세기 오거스 - 몸
- 출동! 메가트레인 (투니버스) - 건하
- 캡틴 테일러 (SBS) - 루
- 태권왕 강태풍 (KBS) - 이도미
- 태양의 기사 피코 (KBS) - 버섯 공주
- 탱구와 울라숑 (KBS) - 탱구
- 트랙시티 (SBS) - 스캔
- 트윈 시그널 (어린이TV) - 리사 / 꼬마시그널
- 트랜스포머 프라임 (EBS) - 알씨
- 트위니스 (EBS) - 피즈
- 파라다이스 키스 (애니맥스) - 하야사카 유카리
- 포켓몬스터 (SBS) - 로사
- 포트리스 (SBS) - 이오나 / 붉은장미
- 풀 메탈 패닉! (애니원) - 은단비
- 피타텐 (투니버스) - 서지우
- 하얀마음 백구 (투니버스) - 앞을 못보는 소녀
- 한국사 시간여행 (EBS) - 어리 (그림책의 정령) / 중전 강씨 / 희빈 홍씨
- 헌터X헌터 (애니원) - 이르미 조르딕
- 흑마녀 나가신다 (투니버스) - 앙골 모아

### 극장용 애니메이션
- 공주와 개구리 (MOVIE) - 티아나
- 벅스 라이프 - 도라에몽
- 꿀벌 대소동 (MOVIE) - 바네사 블루미
- 노틀담의 꼽추 2 - 마들렌(제니퍼 러브 휴잇)
- 라이온 킹 2 (MOVIE) - 비타니
- 러브 in 러브 (애니원) - 나루
- 로미오와 줄리엣: 바다표범의 사랑이야기 (카툰네트워크) - 줄리엣
- 마다가스카 (MOVIE) - 글로리아
- 모모와 다락방의 수상한 요괴들 - 모모
- 바비의 호두까기 인형 (SBS) - 토미, 가정부
- 생쥐 구조대 2 - 비앙카
- 샤크 (MOVIE) - 로라
- 아기공룡 둘리 - 얼음별 대모험 (MOVIE) - 또치
- 어머! 물고기가 됐어요 (MOVIE) - 플라이
- 인크레더블 (MOVIE) - 헬렌 파
- 인크레더블 2 (MOVIE) - 헬렌 파
- 에스카플로네 극장판 - 메루루
- 이집트 왕자 - 십보라의 동생
- 체포하겠어 극장판 (애니맥스) - 코바야카와 미유키(민호영)
- 카 - 샐리
- 카 2 - 샐리
- 카 3: 새로운 도전 - 샐리
- 코디와 생쥐 구조대 - 비앙카
- 코렐라인 : 비밀의 문 (MOVIE) - 엄마, 또다른 세계의 엄마
- 뽀로로의 대모험 (MOVIE) - 뽀로로
- 뽀로로 극장판 슈퍼썰매 대모험 (MOVIE) - 뽀로로
- 뽀로로 극장판 눈요정 마을 대모험 (MOVIE) - 뽀로로
- 뽀로로 극장판 컴퓨터 왕국 대모험 (MOVIE) - 뽀로로
- 뽀로로 극장판 보물섬 대모험 (MOVIE) - 뽀로로
- 뽀로로 극장판 드래곤 캐슬 대모험  (MOVIE) - 뽀로로
- 뽀로로 극장판 바이러스를 없애줘! (MOVIE) - 뽀로로
- 뽀로로 극장판 바닷속 대모험 (MOVIE) - 뽀로로
- 모험왕 블링키 (MOVIE) - 블링키
- 뽀로로 극장판 공룡섬 대모험 (MOVIE) - 뽀로로
- 크루즈 패밀리 - 이프 (엠마 스톤)
- 꼬마영웅 경찰차 프로디 - 프로디
- 빼꼼의 머그잔 여행 - 1차 내레이션
- 주먹왕 랄프 2: 인터넷 속으로 - 티아나
- 겨울왕국 2 - 이두나(아렌델의 왕비)

### 특수 촬영 드라마
- 지구용사 벡터맨 (KBS 2TV) - 메두사 (오수민)

### 외화

#### 전담배우
- 안젤리나 졸리
  - 식스티 세컨즈 (KBS) - 스웨이
  - 에어 콘트롤 (MBC) - 메리
  - 원티드 (KBS) - 폭스
  - 툼 레이더 (KBS) - 라라

- 모니카 벨루치
  - 그림 형제 - 마르바덴 숲의 전설 (KBS) - 여왕
  - 늑대의 후예들 (KBS) - 실비아
  - 드라큘라 (KBS) - 드라큘라의 아내
  - 말레나 (KBS) - 말레나
  - 아스테릭스 2: 미션 클레오파트라 (MBC) - 클레오파트라

- 캐머런 디애즈
  - 갱스 오브 뉴욕 (MBC) - 제니
  - 내 남자친구의 결혼식 (KBS) - 키미 왈라스
  - 이완 맥그리거의 인질 (KBS) - 셀린느 내빌
  - 존 말코비치 되기 (KBS) - 로테

- 샤를리즈 테론
  - 레인디어 게임 (SBS) - 애슐리
  - 마이티 조 영 (KBS) - 질
  - 트랩트 (KBS) - 카렌 제닝스

- 위노나 라이더
  - 미스터 디즈 (KBS) - 베이브
  - 시몬 (KBS) - 니콜라 앤더스
  - 에일리언 4 (KBS) - 콜

- 드루 베리모어
  - 25살의 키스 (SBS) - 조시
  - 미녀 삼총사 (SBS) - 딜런
    - 미녀 삼총사: 맥시멈 스피드 (SBS) - 딜런

#### 드라마
- 니벨룽겐의 반지(KBS) - 브룬힐트(크리스타나 로컨)
- 디셉션(KBS) - 케이 대니얼스(일페네쉬 하데라) / 어린 캐머런(대니 코보) / 어린 조나단(소니 코보)
- 로스트(KBS) - 케이트(에반젤린 릴리)
- 리썰 웨폰(KBS) - 트리시(키샤 샤프) / 이든의 이모
- 말괄량이 마법학교: 캠퍼스 대소동(SBS) - 밀드레드(조지나 쉬크링톤)
- 미스트리스 - 위험한 연인들(KBS) - 제시카 프레이저(셸리 콘)
- 셜록(KBS) - 아이린 애들러(라라 펄버)
- 스캔들(KBS) - 올리비아(케리 워싱턴)
- 어글리 베티(KBS) - 베티 슈아레즈(아메리카 페레라)
- 언더커버(KBS) - 마야(소피 오코네도)
- 토치우드 시즌 4(KBS) - 그웬 쿠퍼(이브 마일스)
- X파일(KBS) - 마리타 코바루비아스(로리 홀든)
- 사브리나 (KBS)
- 천사의 손길 (PBC)

#### 영화
- 경천 12시 (KBS) - 아비의 애인(나미미)
- 고인돌 가족 플린스톤 (KBS)
- 귀향 (KBS) - 라이문다 (페넬로페 크루스)
- 그랑 블루 (SBS) - 조애나 (로재나 아켓)
- 그들만의 리그 (KBS) - 킷 켈러 (로리 페티/캐슬린 버틀러)
- 나의 장미빛 인생 (KBS) - 루드빅 (조르주 뒤 프레스네)
- 다운 투 유 (SBS) - 이머진 (줄리아 스타일스)
- 닥터 모로의 DNA (SBS) - 아이샤 (페어루자 볼크)
- 도로시 (KBS) - 도로시 밀즈 (젠 머리)
- 더티 댄싱 (SBS) - 리사 (제인 브룩커)
- 데니스 P (KBS) - 티파니 (나자 위브셰)
- 동물 구조대 사바나 원정기 (EBS) - 엘리제 (피피엔 덴 아셈)
- 동성서취 (KBS) - 금윤국 (장만옥)
- 드라큘라 2000 (KBS) - 메리 (저스틴 워델)
- 디파이언스 (KBS) - 릴카 (알렉사 다발로스)
- 랜섬 (SBS) - 마리즈 (릴리 테일러)
- 러브레터 (SBS) - 히로코 (나카야마 미호)
- 레지던트 이블 (KBS) - 앨리스 (밀라 요보비치)
- 로미오와 줄리엣(97년 더빙) (KBS) - 줄리엣 (올리비아 핫세)
- 로미오와 줄리엣(00년 더빙) (KBS) - 줄리엣 (클레어 데인스)
- 로보캅 3(KBS) - 닉코(레미 라이언)
- 로코 (KBS) - 로코
- 리딕: 헬리온 최후의 빛 (KBS) - 키라 (알렉사 다발로스) / 이맘의 딸(알렉시스 로웰린)
- 마디타와 리사벳 (EBS) - 미아 (커스틴 핸슨)
- 마이 러브 (KBS) - 토미체 (후안 호세 바예스타)
- 매드 맥스 (KBS) - 제시(조안느 사무엘)
- 맥멀른가의 형제들 (KBS) - 오드리 (맥신 반스)
- 목격자 (KBS) - 레베카 (제니퍼 빌스)
- 몰랫츠 (KBS) - 르네 (새넌 도허티)
- 바이센테니얼 맨(MBC) - 아만다(할리 케이트 아이젠버그) / 포샤(엠베스 데이비츠)
- 반헬싱 (KBS) - 애나 (케이트 베킨세일)
- 백 투 더 퓨처 (SBS)
- 베스트 키드 (KBS) - 줄리 (힐러리 스왱크)
- 분노의 질주: 더 오리지널 (KBS) - 지젤 (갈 가도트) / 레티 (미셸 로드리게즈)
- 분노의 질주: 언리미티드 (KBS) - 지젤 (갈 가도트)
- 블레이드 (SBS) - 카렌 젠슨 (엔부시 라이트)
- 비각칠 2 (SBS - 사부의 어린 제자
- 비룡맹장 (KBS) - 피해 여성(왕옥환)
- 빨간 모자 요술 소녀 (KBS)
- 새 (KBS)
- 세븐 (KBS) - 기자(도미니크 제닝스)
- 송 포 유 (KBS) - 엘리자베스 (제마 아터턴)
- 쉰들러 리스트 (KBS) - 밀라(아디 닛잔) / 단카(안나 무하) / 유대인(마그달레나 드앤드올리안)
- 스위트 노벰버(SBS) - 애브너 (리엄 에이킨)
- 스타 워즈 에피소드 4: 새로운 희망(KBS) - 레아 공주 (캐리 피셔)
  - 스타 워즈 에피소드 5: 제국의 역습 (KBS) - 레아 공주 (캐리 피셔)
  - 스타 워즈 에피소드 6: 제다이의 귀환 (KBS) - 레아 공주 (캐리 피셔) / 몬 모스마(캐롤라인 블래키스톤)
- 스타쉽 트루퍼스 (SBS) - 칼멘 (데니즈 리처즈)
- 스텝맘 (KBS) - 벤 해리슨 (리엄 에이킨)
- 스페셜리스트 (KBS) - 메이의 엄마(지나 벨) / 경찰(카메론 무어)
- 스페이스 잼(SBS) - 어린 조던(브랜든 하몬드)
- 스페이스 카우보이 (KBS) - 새라 (마샤 가이 하든)
- 스포트라이트(KBS) - 샤샤(레이철 매캐덤스)
- 슬럼독 밀리어네어 (KBS) - 라티카 (프리다 핀토) / 소년 자말(타나이 크헤다)
- 시간 여행자의 아내 (KBS) - 클레어 애브셔 (레이철 매캐덤스/브루클린 프룰)
- 시네마 천국 (SBS) - 엘레나 (아그네스 나모)
- 시스터 액트 2 (KBS)
- 시티 홀 (SBS) - 메리베스 (브리짓 폰다)
- 신데렐라 - 신데렐라의 어머니(헤일리 앳웰)
- 신비한 동물사전 - 티나(캐서린 워터스턴)
- 신비한 동물들과 그린델왈드의 범죄 - 티나(캐서린 워터스턴)
- 아수라(SBS) - 법사의 제자(유카리 타치바나)
- 아이가 커졌어요 (KBS) - 아담 (다니엘 샬리카/조슈아 샬리카)
- 아메리칸 셰프 (KBS) - 몰리 (스칼렛 요한슨)
- 아담이 된 이브 (KBS) - 옌틀 (바브라 스트라이샌드)
- 아이언 맨 2 (KBS) - 블랙 위도우 (스칼렛 요한슨)
- 아이 로봇 (KBS) - 수잔 캘빈 박사 (브리짓 모이나한)
- 애꾸눈 론 선장 (KBS) - 캐럴라인 (미도우 시스토)
- 애딕티드 러브 (SBS) - 린다 (켈리 프레스턴)
- 여자의 용기 (SBS)
- 영화소년 샤오핑 (KBS) - 링링 (제중양/장의정/관효동)
- 에너미 오브 스테이트 (KBS) - 칼라 (레지나 킹)
- 옌틀 (KBS) - 옌틀 (바브라 스트라이샌드)
- 오페라의 유령 (KBS) - 칼롯타 (미니 드라이버) / 멕(제니퍼 엘리슨)
- 올리버 트위스트 (KBS) - 올리버 트위스트 (바니 클라크)
- 우주소년 제논 (EBS) - 제논 (커스틴 스톰스)
- 웰컴 미스터 맥도날드 (KBS) - 나가이 (노쿠누키 카오루)
- 의혹 (KBS) - 맥도갤(크리스틴 에스터브룩)
- 이프 온리 (KBS) - 사만다 (제니퍼 러브 휴이트)
- 인피니트 (KBS) - 노라(소피 쿡슨)
- 잉글리시 브라이드 (KBS) - 릴리 (안나 프릴)
- 자이언트 (KBS) - 루즈 (캐럴 베이커)
- 쥬라기 공원 (KBS) - 렉스 머피 (아리애나 리처즈)
- 잔 다르크 (MBC) - 잔 다르크 (밀라 요보비치)
- 잭 프로스트 (SBS) - 찰리 (조지프 크로스)
- 전쟁과 평화 (KBS)
- 제리 맥과이어 (KBS) - 레이 보이드 (조너선 립니키)
- 제이 제이 (KBS)
- 제이슨 X (SBS) - KM (리사 라이더)
- 존 말코비치 되기 (KBS) - 로테(캐머런 디애즈)
- 착신아리 파이널 (KBS) - 에밀리(쿠로키 메이사)
- 채플린 (KBS) - 메이블 (머리사 토메이)
- 천사와 사랑을 (KBS) - 패티 윈스턴 (피비 케이츠)
- 천국의 속삭임 (KBS) - 미르코 (루카 카프리오티)
- 철의 여인 (KBS) - 젋은 마거렛(알렉산드라 로치)
- 키핑 더 페이스 (KBS) - 애니 (제나 엘프먼)
- 카라멜 (KBS) - 리마 (조안나 무카젤)
- 콘스탄트 가드너 (KBS) - 테사 퀘일 (레이철 바이스)
- 클루트 (KBS) - 브리 다니엘 (제인 폰다)
- 타락천사 (KBS) - 찰리 (양채니)
- 타임라인 (KBS) - 케이트 (프랜시스 오코너)
- 택시 (KBS) - 릴리 (마리옹 코티야르)
  - 택시 2 (KBS) - 릴리 (마리옹 코티야르)
  - 택시 3 (KBS) - 릴리 (마리옹 코티야르)
- 터미네이터 2 (KBS) - 존 코너 (에드워드 펄롱)
- 터미네이터 3 (SBS) - 케이트 브루스터 (클레어 데인스)
- 텀블위즈 (KBS) - 에이바 (킴벌리 J. 브라운)
- 투게더 (KBS) - 아들
- 트리플 엑스 (KBS) - 옐레나 (아시아 아르젠토)
- 트윈 이펙트 (SBS) - 헬렌 (채탁연)
- 파더스 데이 (SBS) - 니키(헤일리 존슨) / 로즈(제니퍼 크리스탈)
- 판의 미로 - 오필리아와 세 개의 열쇠 (KBS) - 오필리아 (이바나 바쿠에로)
- 패딩턴 (KBS) - 조나단 (사무엘 조슬린)
- 퍼펙트 스톰 (KBS) - 크리스 (다이앤 레인) / 멜리사 브라운 (캐런 앨런)
- 퍼펙트 웨딩 (SBS) - 찰리 (제니퍼 로페즈)
- 퍼펙트 크라임 (KBS) - 로르데스 (모니카 세베라)
- 풀 타임 킬러 (SBS) - 한
- 프리 머니 (KBS)
- 프리쳐스 와이프 (KBS) - 제러마이어 (저스틴 피에르 에드먼드)
- 플루토에서 아침을 (KBS) - 찰리(루스 네가) / 어린 패트릭(코너 맥케보이)
- 하와이, 오슬로 (KBS) - 미켈 (벤자민 뢴 뢰슬레르)
- 하프 어 챈스 (SBS) - 알리스 (바네사 파라디)
- 홍번구 (KBS) - 낸시 (엽방화)
- 후크 (KBS) - 팅커벨 (줄리아 로버츠) / 어린 피터팬(라이언 프란시스)
- 히 갓 게임 (SBS) - 마이라
- LA 컨피덴셜 (KBS) - 수잔(암버 스미스) / 아이네스(마리솔 파딜라 산체즈)

### 노래
- 극상학생회 (애니원) 엔딩 - 우연천사 (with 성우 김서영, 전숙경, 이영아)
- 날아라 호빵맨 (MBC)
- 달의 요정 세일러문 (KBS) - 유성에게(쓰리스타즈)
- 버블검 크라이시스 (투니버스)
- 사차원 탐정 똘비 (KBS)
- 에스카폴로네 (SBS) 주제가 (with 성우 최덕희)
- 올림포스 가디언 (SBS)
- 은하공주 디지캐럿 (KBS) 오프닝 - Listen to your heartbeat

### 내레이션
- KBS 무대
- KBS 청소년 극장
- 김삿갓 방랑기 (라디오 드라마)
- 라디오 독서실 (라디오 드라마)
- 오지명의 세상만사 (KBS) - 더블 MC(DJ)<개인 사회풍자 음악 프로그램>
- 일요스페셜 (KBS)  - 대니 서편
- 특명!아빠의 도전 (SBS)
- 대구MBC 10대 기획 대한민국 경제실록

### 방송(실제 출연)
- MBC 뉴스데스크 (MBC)
- 탑밴드 (KBS 2TV)
- 1 대 100 (KBS 2TV) - 2012년 1월 17일 출연
- 롤러코스터 2 (tvN)
- 퀴즈쇼 곱하기 9 (SBS)
- 아침마당 (KBS 1TV)
- TV비평 시청자데스크 (KBS 1TV)
- 스토리 잡스 (TV조선)
- 굿모닝 대한민국 (KBS 2TV)
- 스타부부쇼 자기야 (SBS) - 2013년 3월 7일 출연
- 미스터리 음악쇼 복면가왕 (MBC) - 왕눈이 친구 아로미 (2015년 11월 29일 출연)
- 유 퀴즈 온 더 블럭 (tvN) (2021년 4월 1일 출연)
- 생방송 방과 후 듄듄 (EBS 1TV) (2021년 5월 27일 출연)
- 딩동댕 유치원 (EBS 1TV) (2022년 5월 2일~현재) - 딩동샘(고정출연)

### 인터넷
- 그 해 여름 (옛날방송국) - 혜진

### 라디오
- 조영남, 최유라의 지금은 라디오 시대 (MBC 표준FM) - 금요일 코너 어느날 사랑이... 패널
- UV의 친한친구 (MBC FM4U) - 화요일 코너 키즈 싸이언스 패널 (뽀로로 역, 2012년 10월 23일 ~ 2013년 1월 15일)
- 김광한의 라디오 스타 (CBS 표준FM) 고정출연

### 교육
- Happy Days (윤선생영어교실)

### 게임
- 안젤리크 스페셜 - 초목의 수호성 마르셀
- 철권 시리즈 - 크리스티 몬테이로 (철권 5 이후 성우 담당)
- 스트리트 파이터 X 철권 - 크리스티 몬테이로 (영어 성우 담당)
- 크리스탈 클래스 - 아리아 스트라일
- 바이오하자드: 타임 크라이시스 - 캐서린
- 쿠키런:킹덤-오이스터맛 쿠키

### 광고
- 롯데칠성음료 - 2% 부족할 때
- NC백화점
- 대한항공
- 한국철도공사 통일호, 무궁화호, 새마을호 안내방송(1999년?~2006년)
- 카카오내비 뽀로로 ver. 안내방송
- 도도화장품 - 도도 빨간통 파우더
- 동아일보
- 동양생명
- 아모레퍼시픽 - 라네즈 솔리드 파우더
- 롯데건설 - 롯데아파트
- 리키 마틴 내한공연
- 소니뮤직
- 야후! 코리아 - 야후쇼핑
- 제크 (롯데제과)
- 존슨즈 P.H 5.5 바디 워시 (존슨 앤 존슨)
- 폰즈 클린징&토너 (유니레버)
- B TV (SK브로드밴드)
- 미소, 대화(공익광고협의회)
- 신세계상품권(신세계백화점)

### 영화
- 짐작보다 따뜻하게 - 정은경
- 나와 당신 (단편 영화) - 유정
- 씬 - 현남

### TV 드라마
- 두번째 스무살 (tvN) - 오 작가
- 미지의 서울 (tvN) - '상월의 바다' 낭독자

## 수상 경력
- 1994년 KBS 연기대상 신인연기상 수상
- 2018년 제9회 대한민국 대중문화예술상  문화체육관광부 표창

## 같이 보기
- 한국방송 성우극회